# Vanessa Passos
Vanessa Passos (Fortaleza, 3 de julho de 1993) é uma escritora e professora brasileira. 

## Biografia
É autora de A filha primitiva (2021), romance vencedor do 6º Prêmio Kindle de Literatura, e do livro de contos A mulher mais amada do mundo (2020). 

## Prêmios e indicações
| Ano  | Prêmio                      | Nomeação          | Categoria        | Resultado | Ref.  |
| ---- | --------------------------- | ----------------- | ---------------- | --------- | ----- |
| 2022 | Prêmio Kindle de Literatura | A filha primitiva | Livro de romance | Venceu    | [ 4 ] |